# Vénus Tauride
Pour les articles homonymes, voir Vénus et Tauride.
La Vénus Tauride ou la Vénus de Tauris est une sculpture d'Aphrodite mesurant 1,67 mètre de hauteur. Elle est nommée d'après le Palais de Tauride de Saint-Pétersbourg, où elle est restée de la fin du XVIIIe jusqu'au milieu du XIXe siècle. Elle se trouve maintenant au Musée de l'Ermitage.

## Description
La sculpture représente la déesse sortant de son bain (une colonne, juste à sa gauche, soutient sa serviette ou ses habits drapés). Ses bras ont été perdus pendant l'Antiquité, et son nez a été restauré, mais le reste est complet.
On pensait qu'il s'agissait d'une copie romaine du IIe siècle, d'après un original grec, mais la recherche récente suggère qu'il est en fait un original grec datant du IIIe ou du IIe siècle av. J.-C.. Elle a été réalisée par un sculpteur inconnu, qui s'inspire de l'Aphrodite de Cnide (en particulier de la Vénus du Capitole), mais ne la suit pas strictement (la Vénus Tauride, bien proportionnée et entièrement nue, comme l'originale, est, davantage que son modèle, conçue afin d'affiner la beauté).
Elle a été cédée par le Pape Clément XI à Pierre Ier, à Rome, en 1718, après de longues négociations diplomatiques. À son arrivée en Russie, deux ans plus tard, il s'agissait de la première sculpture classique à être vue dans ce pays.